# Guilherme de Queiróz Gonçalves
Guilherme de Queiróz Gonçalves, genannt Guilherme Queiróz, (* 23. Mai 1990 in Novo Horizonte, SP) ist ein brasilianischer Fußballspieler. Der Rechtsfüßer wird als Mittelstürmer eingesetzt.

## Karriere
Guilherme Queiróz startete im Nachwuchsbereich von CA Sorocaba. Von hier ging er 2010 zu Atlético Monte Azul, bei welchem er seinen ersten Einsatz als Profi bekam. In der Staatsmeisterschaft von São Paulo lief er am 6. März 2010 das erste Mal auf. In dem Spiel wurde er in der 77. Minute eingewechselt.
Zur Saison 2011 ging Queiróz zum Mirassol FC; mit diesem trat er wieder in der Staatsmeisterschaft von São Paulo an und bestritt drei Spiele in der Série D. Sein erster Einsatz in der Liga erfolgte am 18. Juli 2011. Gegen Operário Ferroviário EC wurde er in der 76. Minute ins Spiel gebracht. Auch 2012 startete der Spieler mit Mirassol in der Staatsmeisterschaft. Im Anschluss wechselte er zum José Bonifácio EC. Mit dem Klub spielte er den Rest des Jahres in der zweiten Liga der Staatsmeisterschaft.
2013 kam Queiróz zum Grêmio Novorizontino. In dem Jahr kam er zu keinen Einsätzen. Zur Saison 2014 wurde er an den EC Juventude in die Série C ausgeliehen. Für den Klub lief er viermal in der Liga auf. Sein erstes Ligator erzielte er eine Saison später. Mittlerweile bei Portuguesa spielend, traf er am 24. Mai 2015 im Heimspiel gegen Grêmio Esportivo Brasil in der 3. Minute zum 1:0 (Entstand 1:1). Mit dem Klub kam er bis ins Viertelfinale der Staatsmeisterschaft.
Am 17. Dezember 2015 wurde seine Verpflichtung durch den Série A Klub Figueirense FC bekannt. Queiróz lief für Figueirense in der Primeira Liga do Brasil 2016 und Staatsmeisterschaft von Santa Catarina auf, hierbei meistens von der Ersatzbank kommend. Auch im Copa do Brasil und der Liga kam er zu Einsätzen. Sein erstes Spiel in der Série A bestritt er am 15. Mai 2016 im Heimspiel gegen AA Ponte Preta. In dem Spiel wurde er nach der Halbzeitpause für Ferrugem eingewechselt. Anfang August 2016 wechselte Guilherme Queiróz, noch im Zuge der laufenden Saison, zum Paraná Clube in die Série B. Den Klub verließ er nach Ende der Meisterschaft wieder. Zur Staatsmeisterschaft von São Paulo 2017 wurde Queiróz vom EC São Bento verpflichtet. Nach Abschluss des Wettbewerbs ging wieder zu Portuguesa. Hier bestritt er 19 Spiele im Staatspokal von São Paulo 2017, in diesen erzielte Queiróz 14 Tore.
Zur Saison 2018 wurde Queiróz vom EC Juventude verpflichtet, für welchen er bereits 2014 vier Spiele in der Série C bestritt. Aufgrund einer Klausel in seinem Vertrag, die besagte, dass er ablösefrei wechseln könne, sollte ein Klub aus der Série A oder B ein Angebot vorlegen, musste Juventude keine Zahlung an Portuguesa leisten. In den Kaderplanungen für 2019 spielte Queiróz keine Rolle bei Juventude. Er wurde daher an den Santa Cruz FC ausgeliehen. Nachdem Santa Cruz aus der Série C ausgeschieden war, wechselte er erneut den Klub. Queiróz ging auf Leihbasis in die Série B zum Grêmio Esportivo Brasil.
Im Januar 2020 wurde seine zweite Verpflichtung beim Grêmio Novorizontino bekannt gegeben. Bei dem Klub blieb er bis Ende des Jahres 2021, dann wechselte Queiróz zum EC Vitória. Im Juni 2022 ging er weiter zum São Bernardo FC. Für die Saison 2023 erhielt Queiróz beim Brusque FC einen Kontrakt, um mit diesem in der Staatsmeisterschaft von Santa Catarina, dem Copa do Brasil 2023 und der Série C anzutreten. In der Série C belegte der Klub am Saisonende den zweiten Platz und sicherte sich so die Teilnahme an der Série B 2024. Dabei bestritt Queiróz 23 von 38 möglichen Spielen, in denen er 10 Tore erzielte. In der Torschützenliste belegte er den dritten Platz und erfolgreichster Torjäger seines Klubs. In der Série B 2024 belegte der Klub den 19. Platz und musste direkt wieder absteigen.
Zum Start in die Saison 2025 ging er zum zweiten Mal zum São Bernardo FC.

## Erfolge
Brusque
- Recopa Catarinense: 2023